# Inter Sollicitudines
Inter Sollicitudines è una bolla pontificia di papa Leone X pubblicata il 4 maggio 1515, per promulgare il decreto della X sessione del Concilio Lateranense V relativo alla censura preventiva della stampa.
La bolla (o decreto conciliare) inizia con l'espressione “Leo episcopus servus servorum dei ad perpetuam rei memoriam sacro approbante concilio”. Esso riprende disposizioni già emanate in precedenza da Papa Innocenzo VIII nel 1487 e da Papa Alessandro VI nel 1501, e sancisce il divieto di stampare libri senza l'autorizzazione ecclesiastica.
Il papa elogia l'invenzione della stampa, vista come un dono di Dio, che permette il diffondersi della cultura, la formazione degli eruditi, ed in campo cristiano la diffusione della fede e della dottrina cristiana; ma insieme denuncia anche i mali che ne possono derivare al cristianesimo e alla Chiesa per il diffondersi di errori, di pronunciamenti contrari alla fede cristiana, di attacchi contro uomini di Chiesa ed i pericoli che tali letture possono provocare nell'animo dei semplici fedeli.
Perciò il papa, temendo che uno strumento “inventato per la gloria di Dio, la crescita della fede e la propagazione delle scienze utili” possa diventare “un ostacolo alla salvezza dei fedeli in Cristo”, decide che nessuno può stampare un libro senza l'autorizzazione del vescovo locale (o del Vicario del Papa, se si tratta di libri da stampare nello Stato della Chiesa), sotto pena di scomunica. Nasceva così l’imprimatur, ossia il visto ecclesiastico per la stampa dei libri.